# Liste der Mercedes-Benz-Motoren
Diese Seite listet die Motoren der Daimler-Benz AG sowie deren Nachfolgeunternehmen auf. Seit 1926 werden diese Motoren unter der Marke Mercedes-Benz vertrieben.
In der Typenbezeichnung der Motoren steht ein M (oder auch DB) für „Motor“ (Ottomotor) und OM (oder auch  MB) für „Ölmotor“ (Dieselmotor). Die ein- bis vierstelligen Zahlen bezeichnen die Baureihe. Die nachgestellten Buchstaben in Klammern ( ) OHC, DOHC, SOHC, OHV und SV stehen für die Ventilsteuerung, ohne Klammern für gasbetriebene Motoren.
Nachfolgend werden die einzelnen Modelle nach Funktionsprinzip (Otto, Diesel, Wankel und Motoren für Militärfahrzeuge) und Bauart (Positionierung und Zylinderanzahl) sortiert. Danach sind die Motoren (soweit möglich) nach ihrem erstmaligen Baujahr aufgelistet.

## Ottomotoren

### Reihenmotoren

#### Dreizylinder
- M 160 (1998–2007) für Smart Fortwo 450 (1. Generation)
  - 0,6 Liter (598 cm³)
  - 0,7 Liter (699 cm³)

- M 134 (2004–2006) für Smart Forfour 454 (1. Generation)
  - 1,1 Liter (1124 cm³)

- M 132 (2007–2015) für Smart Fortwo 451 (2. Generation)
  - 1,0 Liter (998 cm³)

- M 281 (2014–) für Smart Fortwo 453 (3. Generation) und Smart Forfour 453 (2. Generation)
  - 1,0 Liter (999 cm³)
  - 0,9 Liter (898 cm³)

#### Vierzylinder
- M 14 1927–1933
- M 23
- M 136 (SV) 1936–1957
  - 1697 cm³
  - 1767 cm³
- M 121 (OHC) 1955–1968
  - 1,8 Liter
  - 1,9 Liter
  - 2,0 Liter
- M 115 (OHC) 1968–1980
  - 2,0 Liter
  - 2,2 Liter
  - 2,3 Liter
- M 102 1980–1995
  - 1,8 Liter (OHC)
  - 2,0 Liter (OHC)
  - 2,3 Liter (OHC und DOHC)
  - 2,5 Liter (DOHC)
- M 111 1992–2004
  - 1,8 Liter
  - 2,0 Liter
  - 2,0 Liter Kompressor
  - 2,2 Liter
  - 2,3 Liter
  - 2,3 Liter Kompressor
- M 166 1997–2004
  - 1,4 Liter
  - 1,6 Liter
  - 1,9 Liter
  - 2,1 Liter
- M 271 2002–2015
  - 1,6 Liter Kompressor
  - 1,8 Liter Kompressor
  - 1,8 Liter Turbo
- M 134 2004–2006 für Smart Forfour 454 (1. Generation)
  - 1,3 Liter
  - 1,5 Liter
- M 266 2004–2012
  - 1,5 Liter
  - 1,7 Liter
  - 2,0 Liter
  - 2,0 Liter Turbo
- M 122 2005–2006 für Smart Forfour 454 (1. Generation)
  - 1,5 Liter Turbo
- M 270 / M 274 2011–
  - 1,6 Liter Turbo
  - 2,0 Liter Turbo
- M 133 2013–2019
  - 2,0 Liter
- M 200 2013–
  - 1,2 Liter Turbo
- M 260 / M 264 2017–
  - 2,0 Liter Turbo
- M 282 2018–
  - 1,33 Liter Turbo
- M 139 2019–
  - 2,0 Liter
- M 254 2020–
  - 2,0 Liter

#### Sechszylinder
- M 836, 4 Liter (1924–1929) (Motortypnummer weist noch die alte Zählung vor der Unternehmensvereinigung auf)
- M 9456, 6.3 Liter (1924–1929) (Motortypnummer weist noch die alte Zählung vor der Unternehmensvereinigung auf)
- M 02, 2 Liter (1926–1933)
- M 03, 3 Liter (1926–1927)
- M 36, 7,8 Liter (1927)[1]
- M 68, 7,8 Liter (1927)[2]
- M 04, 3.0–3.1 Liter (1927–1928)
- M 16, 3.92 Liter (1927–1933)
- M 09, 3.4 Liter (1928–1929)
- M 06, 6.8–7.1 Liter (1928–1934)
- M 10, 3.5 Liter (1929–1933)
- M 11, 2.6 Liter (1929–1935)
- M 32, 1.7 Liter (1931)
- M 15, 1.7 Liter (1931–1936)
- M 21, 2 Liter (1933–1936)
- M 18, 2.9 Liter (1933–1937)
- M 143, 2.2 Liter (1936–1941)
- M 142, 3.2 Liter (1937–1942)
- M 153, 2.3 Liter (1939–1943)
- M 159, 2,6 Liter (1940er)
- M 180 (OHC) 1951–1980
  - 2,2 Liter
  - 2,5 Liter
- M 198 (OHC) 1954–1963
  - 3,0 Liter
- M 189 (OHC) 1958–1970
  - 3,0 Liter
- M 127 (OHC) 1963–1966
  - 2,3 Liter
- M 129 (OHC) 1965–1968
  - 2,5 Liter
- M 108 (OHC) 1966–1967
  - 2,5 Liter
- M 130 (OHC) 1967–1980
  - 2,8 Liter
- M 114 1968–1972
  - 2,5 Liter
- M 110 (DOHC) 1972–1986
  - 2,8 Liter (2746 cm³)
- M 123 1975–1985
  - 2,5 Liter
- M 103 (SOHC) 1984–1993
  - 2,6 Liter
  - 3,0 Liter
- M 104 (DOHC) 1990–1999
  - 2,8 Liter
  - 3,0 Liter
  - 3,2 Liter
  - 3,3 Liter
  - 3,6 Liter
- M 256 2017–
  - 3,0 Liter
- M 366 CNG
  - 6,0 Liter
- M 407 LPG
  - 11,4 Liter
- M 447 CNG
  - 12,0 Liter
- M 906 CNG
  - 6,4 Liter

#### Achtzylinder
In den Jahrzehnten vor dem Zweiten Weltkrieg baute Daimler-Benz eine Anzahl von Achtzylinder-Reihenmotoren, die jedoch nicht mit einer „M“-Motorenbaumusternummer bekannt sind. Eingebaut wurden Reihen-Achtzylinder unter anderem in die Luxuswagen der Serien:
- Nürburg
- 380
- 500 und 540
- Typ 770 „Großer Mercedes“, 1930–1938
- Typ 770 „Großer Mercedes“, 1938–1944

### V-Motoren

#### V6
- M 112 1997–2005
  - 2,4 Liter (2398 cm³)
  - 2,6 Liter (2597 cm³)
  - 2,8 Liter (2799 cm³)
  - 3,2 Liter (3199 cm³)
  - 3,7 Liter (3724 cm³)
- M 272 2004–2011
  - 2,5 Liter (2496 cm³)
  - 3,0 Liter (2996 cm³)
  - 3,5 Liter (3498 cm³)
- M 276 2011–
  - 3,0 Liter (2996 cm³)
  - 3,5 Liter (3498 cm³)

#### V8
- M 100 1965–1979
  - 6,3 Liter
  - 6,9 Liter
- M 116 1968–1991
  - 3,5 Liter
  - 3,8 Liter
  - 4,2 Liter
- M 117 1971–1991
  - 4,5 Liter
  - 5,0 Liter
  - 5,6 Liter
- M 119 1989–1999
  - 4,2 Liter (4196 cm³)
  - 5,0 Liter (4973 cm³)
  - 6,0 Liter (5956 cm³)
- M 113 1997–2006
  - 4,3 Liter (4266 cm³)
  - 5,0 Liter (4966 cm³)
  - 5,4 Liter (5439 cm³)
- M 155 2003–2010
  - 5,4 Liter (5439 cm³)
- M 273 2006–2011
  - 4,7 Liter (4663 cm³)
  - 5,5 Liter (5461 cm³)
- M 156 2006–2015
  - 6,2 Liter (6208 cm³)
- M 278 2010–2020
  - 4,7 Liter (4663 cm³)
  - 5,5 Liter (5461 cm³)
- M 176/M 177/M 178 2015–
  - 4,0 Liter (3982 cm³)

#### V12
- M 120 1991–1998
  - 6,0 Liter (5987 cm³)
  - 7,1 Liter (7055 cm³)
- M 297 1991–
  - 6,9 Liter (6898 cm³)
  - 7,3 Liter (7291 cm³)
- M 137 1999–2002
  - 5,8 Liter (5786 cm³)
  - 6,3 Liter (6258 cm³)
- M 275/M 158 2002–2013
  - 5,5 Liter (5513 cm³)
- M 285/M 158 2002–2013
  - 5,5 Liter (5513 cm³)
- M 279 2012–
  - 6,0 Liter (5980 cm³)

- DB 600
  - 33,9 Liter
- DB 601
  - 33,9 Liter
- DB 603
  - 44,5 Liter
- DB 605
  - 35,7 Liter
- DB 606
  - 33,9 Liter
- DB 610
  - 2 × 35,7 Liter

### Reihensternmotoren
- DB 604
  - 46,4 Liter

## Dieselmotoren

### Reihenmotoren

#### Dreizylinder
- OM 134, ca. 1934, Versuchsmotor mit 30 PS

- OM 660
  - 0,8 Liter CDI (799 cm³)

- OM 639
  - 1,5 Liter CDI (1493 cm³)

#### Vierzylinder
- OM 59 (OHV) 1932–1940
  - 3,8 Liter
- OM 65 (OHV) 1932–1940
  - 4,9 Liter
- OM 141, ca. 1934, Versuchsmotor mit 35 PS
- OM 138 (OHV) 1935–1940
  - 2,6 Liter
- OM 636 (OHV) 1949–1959
  - 1,7 Liter
  - 1,8 Liter
- OM 621 (OHC) 1959–1967
  - 1,9 Liter
  - 2,0 Liter
- OM 314 1965–1983
  - 3,7 Liter
  - 3,7 Liter Turbo
- OM 615 (OHC) 1968–1985
  - 2,0 Liter
  - 2,2 Liter
- OM 616 (OHC) 1973–1995
  - 2,4 Liter
- OM 601 1983–2000
  - 2,0 Liter (1997 cm³)
  - 2,2 Liter (2155 cm³)
  - 2,3 Liter (2298 cm³)
- OM 604 1993–1999
  - 2,2 Liter (2155 cm³)
- OM 611 1997–2006
  - 2,1 Liter (2148 cm³)
- OM 668 1998–2005
  - 1,7 Liter (1689 cm³)
- OM 646 2002–2010
  - 2,1 Liter (2148 cm³)
- OM 640 2004–2011
  - 2,0 Liter (1991 cm³)
- OM 651 2008–
  - 1,8 Liter (1786 cm³)
  - 2,1 Liter (2143 cm³)
- OM 607 2012–
  - 1,5 Liter (1461 cm³) (Renault K9K)
- OM 622 / OM 626 2014–2018
  - 1,6 Liter (1598 cm³) (Renault R9M)
- OM 654 2016–
  - 2,0 Liter (1950 cm³)
- OM 699 2017–
  - 2.3 Liter (2298 cm³) (Nissan YS23)[3]

- OM 608 2018–
  - 1,5 Liter (1461 cm³)
- Baureihe 300 (klein)
  - OM 314, OM 324, OM 314, OM 364 (3,4 bis 4,0 Liter)
- OM 900
  - OM 904, OM 924, OM 934 (4,25 bis 5,1 Liter)

#### Fünfzylinder
- OM 617 (OHC) 1974–1989
  - 3,0 Liter (3005, später 2998 cm³)
- OM 602 1984–2002
  - 2,5 Liter (2497 cm³)
  - 2,9 Liter (2874 cm³)
- OM 605 1993–2001
  - 2,5 Liter (2497 cm³)
- OM 662 1994–2004
  - 2,9 Liter (2874 cm³)
- OM 612 1999–2005
  - 2,7 Liter (2687 cm³)
  - 3,0 Liter (2950 cm³)
- OM 647 2003–2006
  - 2,7 Liter (2687 cm³)

- Baureihen OM 4xx
  - OM 409, OM 429, OM 449

#### Sechszylinder
- OM 5 1928–1932
  - 8,6 Liter
- OM 79 1932–1936
  - 10,3 Liter
- OM 54 1934–1939
  - 12,5 Liter
- OM 67 1935–1954
  - 7,4 Liter (OM 67)
  - 7,3 Liter (OM 67/3, OM 67/4, OM 67/8)
- OM 57 1938–1940
  - 11,3 Liter
  - 12,5 Liter
- OM 603 1985–1996
  - 3,0 Liter
  - 3,5 Liter
- OM 606 1993–2001
  - 3,0 Liter
- OM 613 1999–2002
  - 3,2 Liter (3222 cm³)
- OM 648 2003–2005
  - 3,2 Liter (3222 cm³)
- OM 656 2017–
  - 3,0 Liter

- Baureihe OM 3xx (klein)
  - OM 312, OM 321, OM 322, OM352/353, OM 362, OM 366 (4,6–6,0 Liter)

- Baureihe OM 3xx (groß)
  - OM 315 bis OM 360 (7,3–11,6 Liter)

- Baureihen OM 4xx
  - OM 407
  - OM 427
  - OM 447
  - OM 457 (11.946 cm³)
  - OM 460 (12.816 cm³)

- OM 47x
  - OM 470, OM 471, OM 472, OM 473 (10,7–15,6 Liter)

- OM 9xx
  - OM 906, OM 926, OM 936 (6,37–7,7 Liter)

### V-Motoren

#### V6
- Baureihen OM 4xx
  - OM 401 9.572 cm³
  - OM 421 10.964 cm³
  - OM 441 10.964 cm³
- OM 501 11.946 cm³
- OM 642 2.987 cm³

#### V8
- OM 628 3.996 cm³
- OM 629 3.996 cm³

- Baureihen OM 4xx
  - OM 402 12.763 cm³
  - OM 422 14.618 cm³
  - OM 442 14.618 cm³
- OM 502 15.928 cm³

#### V10
- Baureihen OM 4xx
  - OM 403 15.953 cm³
  - OM 423 18.273 cm³
  - OM 443 18.273 cm³

#### V12
- OM 85 / MB 805 1934–1939
  - 30,5 Liter

- OM 86 / MB 806 1936–1939
  - 50 Liter

- Baureihen OM 4xx
  - OM 404 20.911 cm³
  - OM 424 21.927 cm³
  - OM 444 21.927 cm³

#### V20
- MB 518
  - 134,4 Liter

### Boxermotoren

#### Zwölfzylinder
- OM 807
  - 30,2 Liter

### Weitere
- MB 836 DB 386 kW Seitenmaschine der 26-Meter-Klasse der DGzRS
- MB 820 DB V12 994 kW Hauptmaschine der 26-Meter-Klasse der DGzRS

## Wankelmotoren

### Dreischeibenmotoren
- M 950 F 1969–1970
  - 1,8 Liter

### Vierscheibenmotoren
- M 950 F 1969–1970
  - 2,4 Liter

## Motoren für Militärfahrzeuge
- MB 833, MB 837, MB 838, MB 871, MB 873, siehe Liste von Dieselmotoren für militärische Rad- und Kettenfahrzeuge der MTU Friedrichshafen